# Тонгурча
Тонгурча (фр. Tongourtcha) — деревня в Чаде, расположенная на территории региона Канем. Входит в состав департамента Северный Канем.

## География
Деревня находится в западной части Чада, к северу от озера Чад, на высоте 307 метров над уровнем моря.
Тонгурча расположена на расстоянии приблизительно 244 километров к северо-западу от столицы страны Нджамены.
Ближайшие населённые пункты: Регаза, Лар, Да, Логунда, Риг-Риг, Лар-Гортофо, Кулулуши-Азанга.
Климат деревни характеризуется как аридный жаркий (BWh в классификации климатов Кёппена).

## Транспорт
Ближайший аэропорт расположен в городе Бол.